# Réseau canadien de radars météorologiques
Le Réseau canadien de radars météorologiques est composé de 33 sites à travers le Canada, couvrant la majorité de la population. Son but principal est de détecter les précipitations, leur déplacement et le danger qu’elles peuvent poser aux personnes et aux biens.
Chaque radar avait une portée de 256 km en mode réflectivité (intensité de la précipitation) et de 128 km en mode Doppler (détection des vitesses des gouttes) jusqu'en 2018. Le renouvellement du réseau, de 2018 à 2023, avec des radars de bande S porte ces valeurs à 300 et 240 kilomètres respectivement, en plus d'ajouter la double-polarisation du faisceau (détection des types de précipitations). Deux nouveaux sites radar seront également ajoutés lors de ce projet de renouvellement portant le réseau à 33 radars.
À partir de juin 2021, et pour une durée limitée, la portée de l'angle le plus bas de certains radars fut augmentée à 400 km en réflectivité pendant que des radars voisins sont modernisés et donc hors-circuit.

## Histoire
La recherche en radar météorologique au Canada date de la fin de la Seconde Guerre mondiale alors que le ministère de la défense créait le « Project Stormy Weather » dirigé par J. Stewart Marshall. Ce dernier joint l’Université McGill à la fin des hostilités et forme le « Stormy Weather Group ». Le réseau canadien s’est donc graduellement formé et en 1997, il comptait 19 radars de deux types : 18 radars de bande C (longueur d’onde de 5 cm) et un seul de bande S (10 cm). Tous recevaient les données de réflectivité mais seulement trois (Carvel, King City et McGill) avaient la fonction Doppler.
Environnement Canada a reçu des budgets en 1998 pour moderniser le réseau et y ajouter 12 radars à partir des résultats obtenus par son radar de recherche à King City (CWKR). Lors de cette modernisation, la fonction Doppler a été intégrée à tous les radars. Même s'il fait partie du réseau, le radar CWMN propriété de l’Université McGill, a son propre programme de modernisation. Le premier radar modernisé a été construit à Bethune en Saskatchewan et mis en service en 1999, suivi de celui de Lac Castor au Québec.
Mentionnons que le radar de Marion Bridge (Cap-Breton, N-É) est le premier radar ayant suivi un ouragan passant sur le Canada qui avait la possibilité de noter les vitesses des précipitations, en plus de l'intensité des échos. L’ouragan Gustav (2002) passa ainsi à seulement 20 ou 30 km au sud-est de la station et les données recueillies montrèrent qu'il était en train de passer du stade d'ouragan à celui de cyclone extratropical.
En 2011, Environnement Canada a reçu un budget de 45,2 millions $Can du Conseil du Trésor du Canada pour une nouvelle modernisation afin d'ajouter la double polarisation à tous les radars du réseau. Ce programme s'étirera sur dix ans en deux étapes. La première, de 2011 à 2016 vit l'ajout de cette fonction aux radars les plus récents (les WSR-98A) et la modernisation du radar de McGill. La seconde, de 2017 à 2022, sera pour le remplacement des plus vieux radars (WSR-98E et R) par des radars ultra-modernes.
Le 27 février 2017, dans le cadre du remplacement des radars, la ministre de l’Environnement et du Changement climatique, Catherine McKenna, a annoncé la signature d'un contrat de 83 millions de dollars canadiens avec la société Selex ES (maintenant intégrée à Leonardo Electronics) pour l’achat de 20 nouveaux radars METEOR 1700 S de bande S à double polarisation,,. Le premier radar fut installé à l’automne 2017 à Radisson (Saskatchewan), et le second dans la région de Montréal au printemps 2018 pour remplacer le radar de McGill (WMN) et les autres sur une période de sept ans. Un radar supplémentaire sera installé dans la région du cours inférieur de l’Athabasca (secteur de Fort McMurray/Fort Mackay) en Alberta et le contrat prévoit également une option pour l’installation d’au plus 13 radars supplémentaires dans le réseau canadien de radars météorologiques avant le 31 mars 2023.

## Caractéristiques des radars

### 1999 à 2018
- Le radar de McGill (CWMN[9]) :

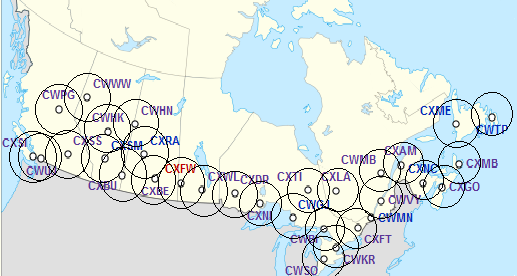
Réseau de 1999 à 2018.

  - A une antenne de 9 mètres et utilise un klystron pour produire une onde de 10 cm (bande S) ;
  - C'est un radar de recherche en plus d’être opérationnel qui était déjà Doppler et il est devenu à double polarisation en 1999 ;
  - Construit en 1968, il cesse ses opérations le 30 septembre 2018, remplacé par le nouveau radar de Blainville en banlieue nord de Montréal.

- Le reste du réseau jusqu'en 2018[3] :
  - Les radars modernisés au début des années 2000 ont des antennes provenant de deux manufacturiers : Enterprise Electronics Corporation (EEC) et Raytheon ;
  - Les nouveaux radars de la même époque ont été achetés de la compagnie Andrew et ont un diamètre presque double des premiers, ce qui améliore d’autant leur résolution ;
  - Tous ces radars ont une électronique de Sigmet Radar Data Systems (maintenant faisant partie de Vaisala) qui permet la détection de la réflectivité et des vitesses Doppler ;
  - Chacun de ces radars est identifié ainsi: WSR-98E, WSR-98R ou WSR-98A pour Weather Surveillance Radar - 1998 et l’initiale de son manufacturier ;
  - Ce sont des radars utilisant des magnétrons avec une longueur d'onde autour 5,6 cm (bande C);
  - Antenne de 3,6 mètres de diamètre pour les radars rénovés et de 6,1 m pour les nouveaux ;
  - Longueur et fréquence de répétition (FRI) des impulsions ajustables :
    - longueur de 0,8, 1,6 et 2,0 µs ;
    - FRI de 250 Hz à 2 000 Hz avec mode double FRI de 1 190⁄1 200 Hz.

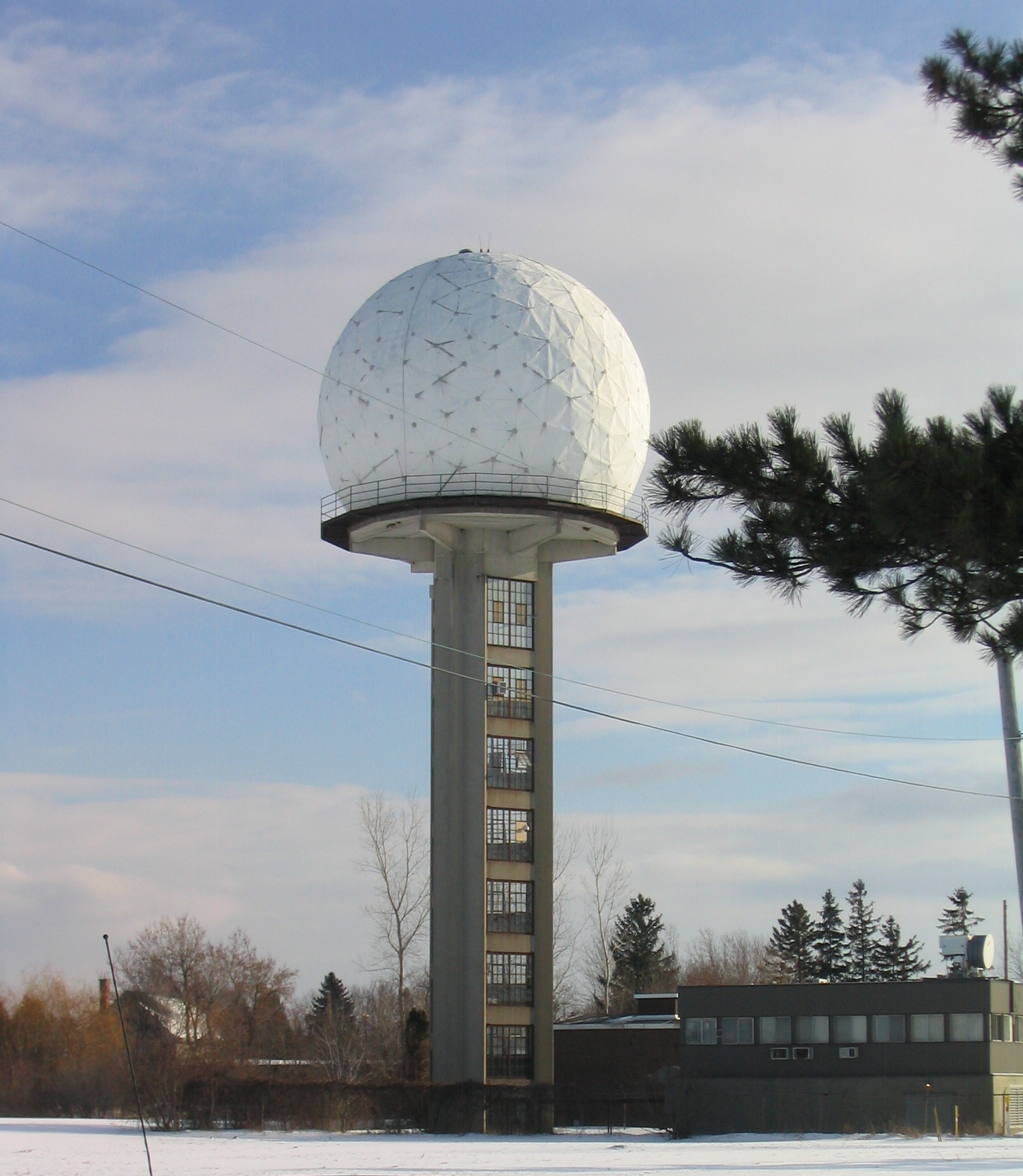
Tour et radôme du radar de McGill (CWMN)
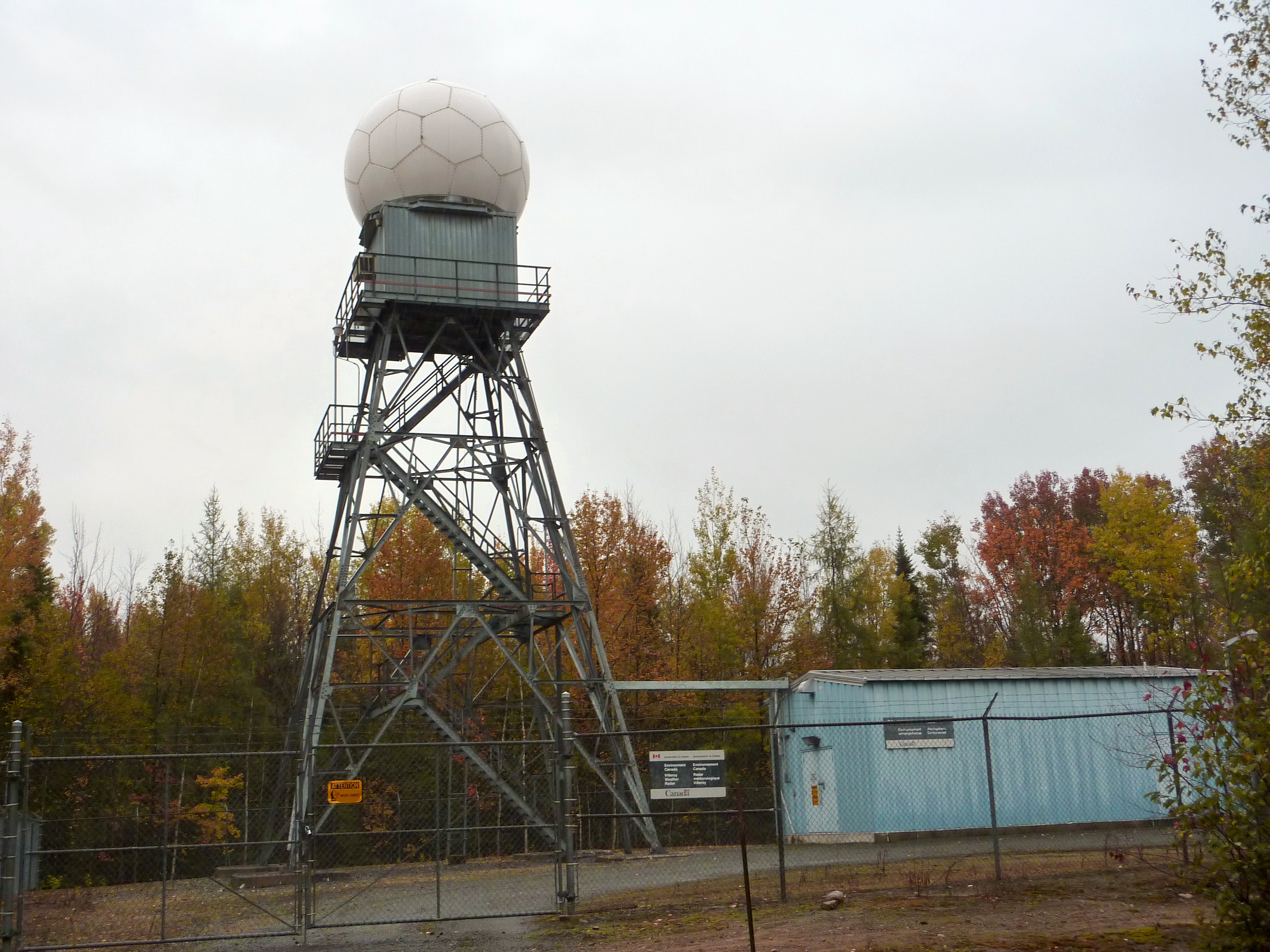
Radar de Villeroy à 75 km au sud-ouest de la ville de Québec (un WSR-98E) : tour et radôme à gauche, transmetteur et récepteur dans le bâtiment à droite.
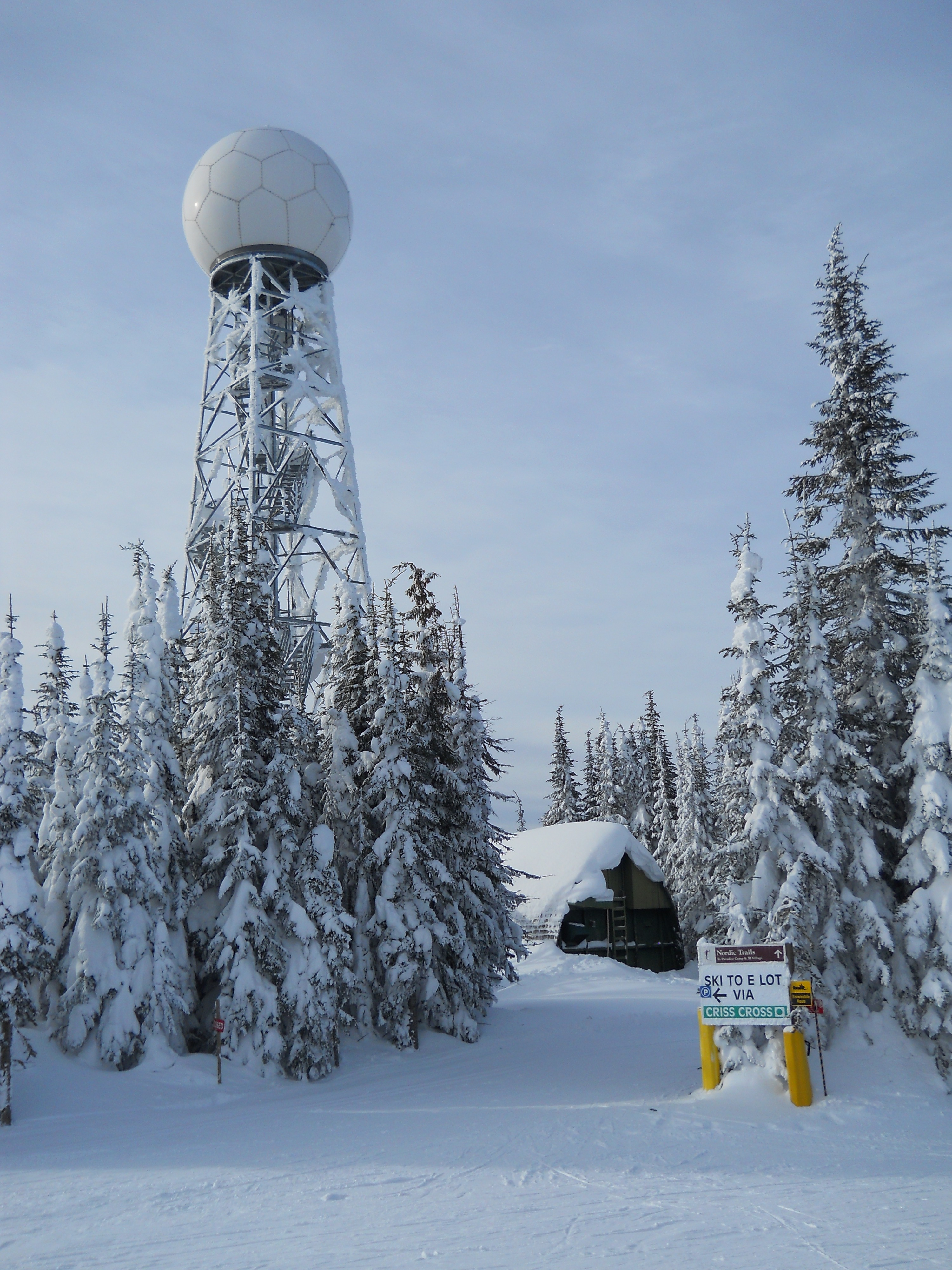
Station CXSS (un WSR-98A) à Silver Star Mountain (Colombie-Britannique).
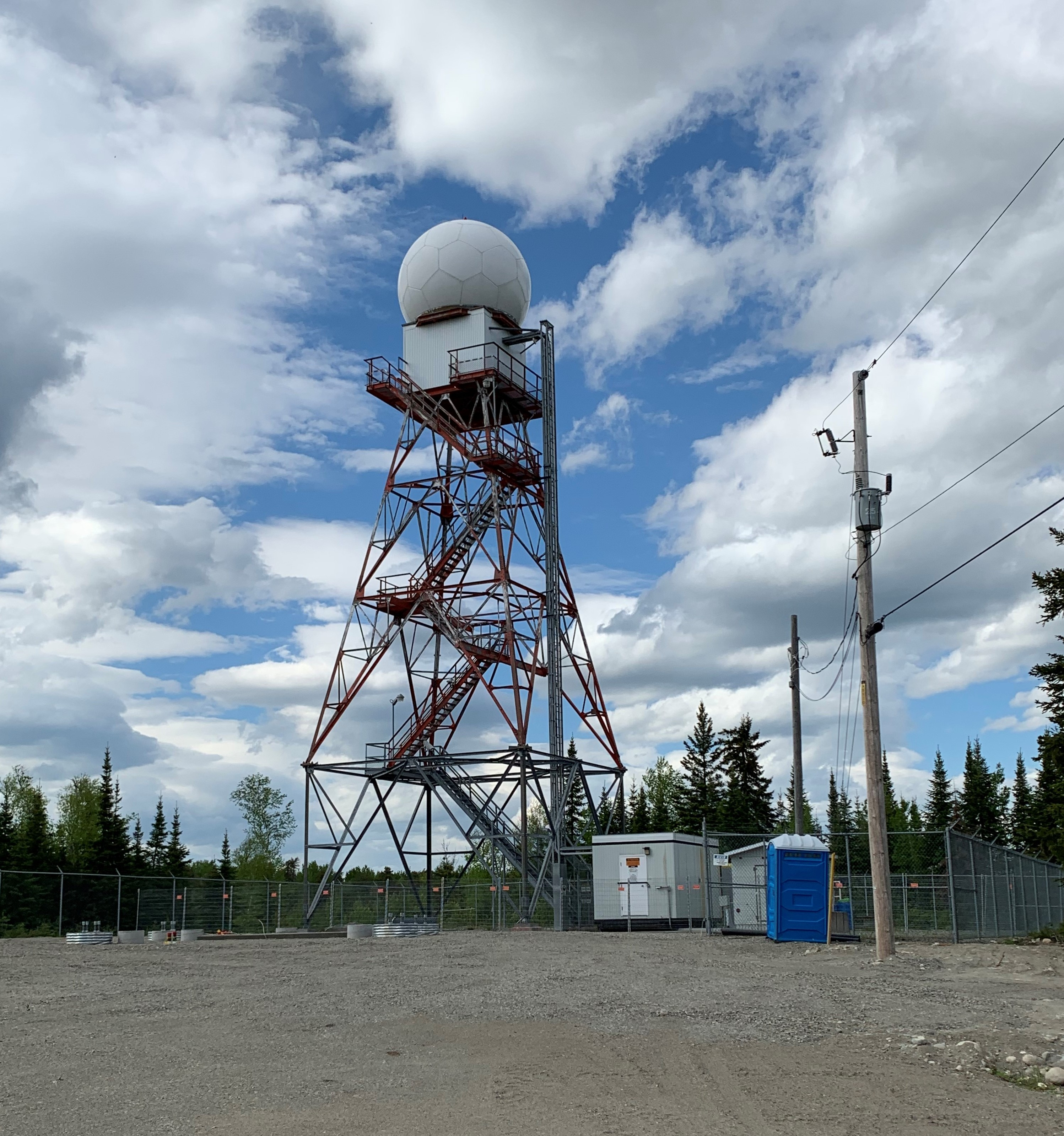
Station CXLA (un WSR-98R), à Landrienne en juin 2019 avec les bases de la future tour du nouveau radar Meteor 1700S à l'avant de la tour.

### Renouvellement de 2018
Caractéristiques du METEOR 1700S (originellement de Selex ES et maintenant de Leonardo), :
- Émetteur: Klystron
- Fréquence : 2,7 - 2,9 GHz
- Fréquence de répétition des impulsions (FRI) : 250 - 2 000 Hz
- Largeur d’impulsion (τ) : 0,4 µs … 4,5 µs
- Puissance de pointe : 750 kW
- Portée normale Doppler : 240 km
- Portée normale en réflectivité: 300 km
- Portée maximale : 600 km
- Résolution en vitesse : ± 146 m/s
- Diamètre de l'antenne: 8,5 m
- Largeur du faisceau : < 1°
- Taux de rotation de l’antenne : 6 min⁻¹

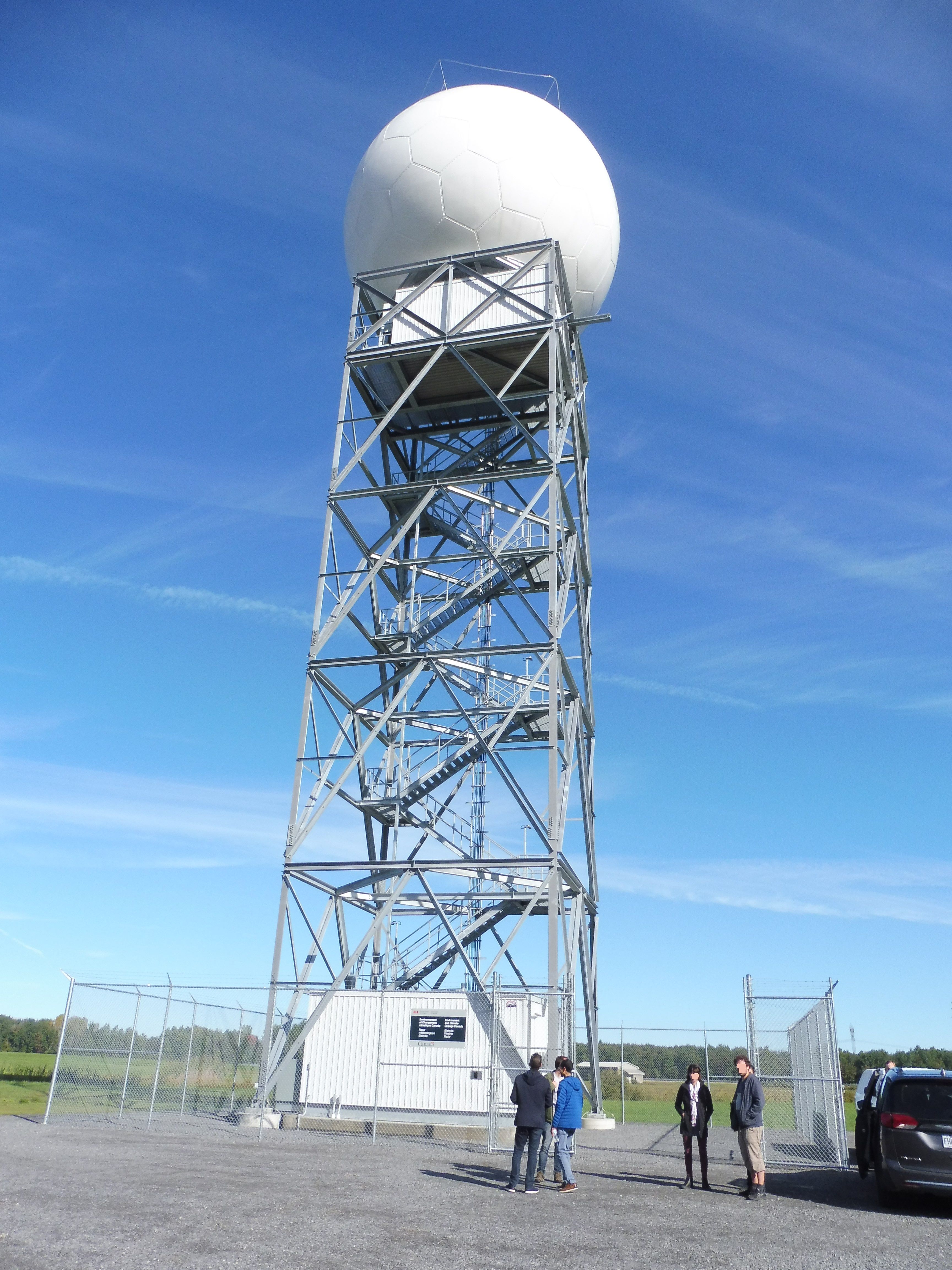
Nouveau radar METEOR 1700S de Blainville (Québec).
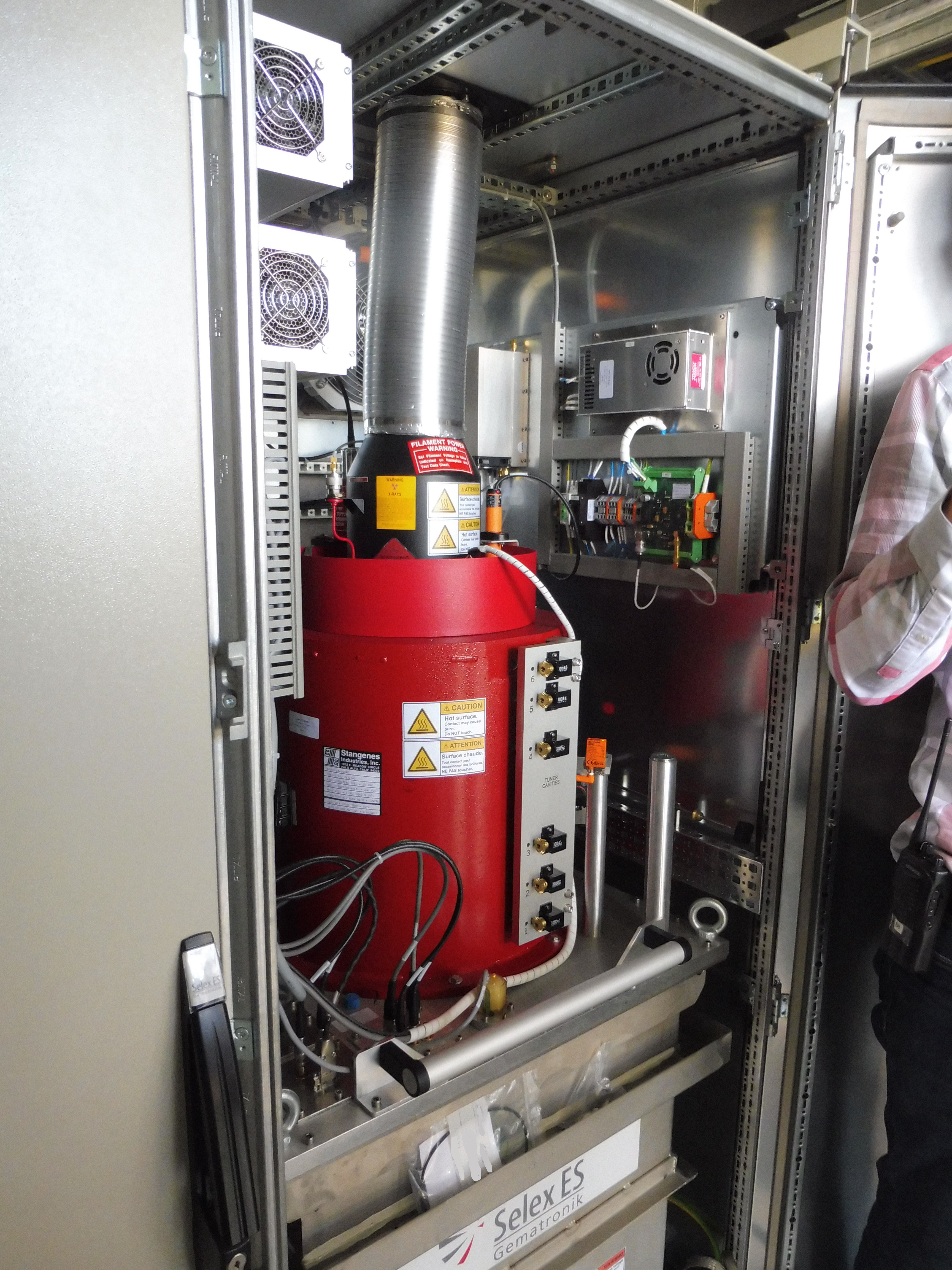
Transmetteur à klystron.
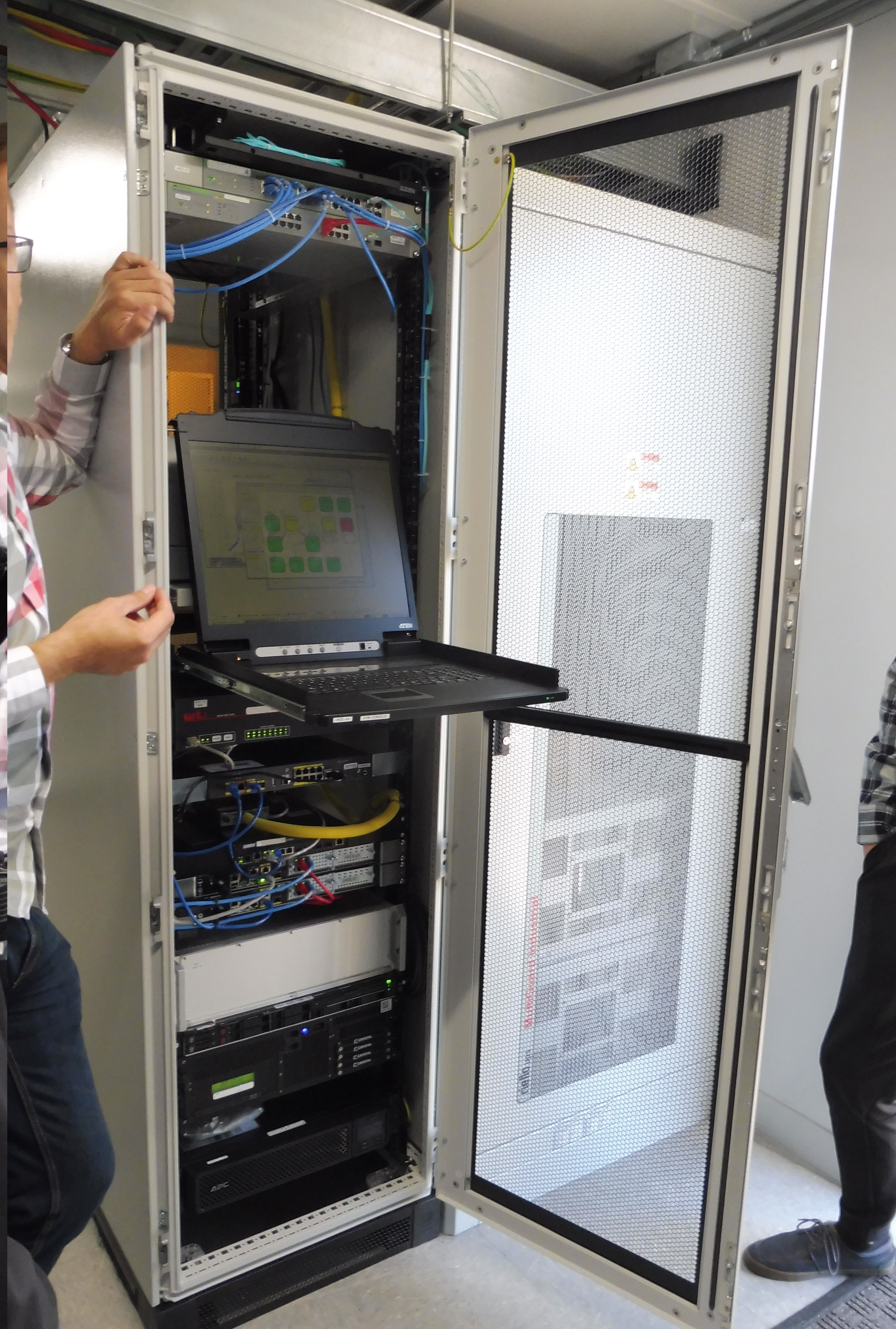
Processeur radar.
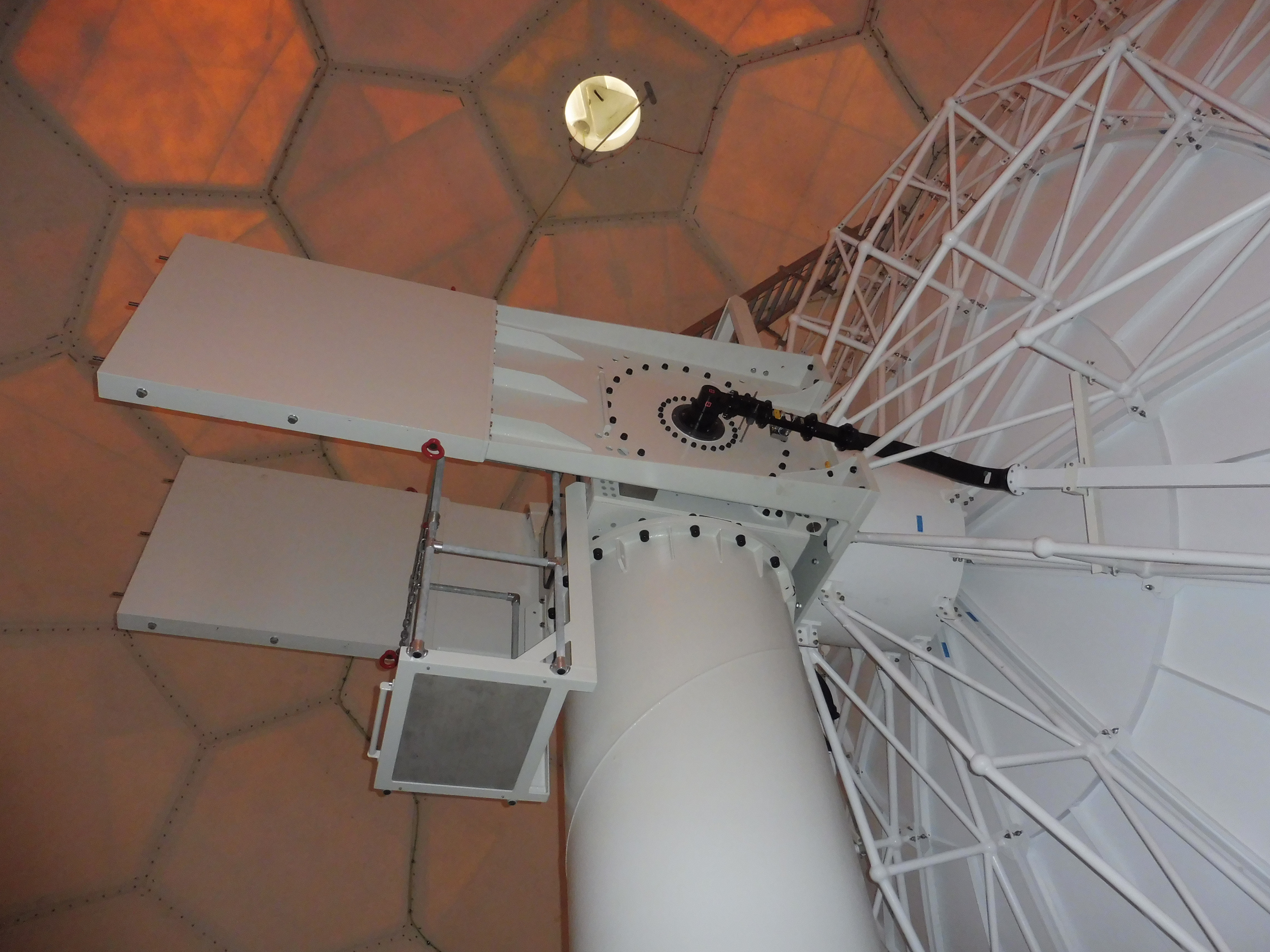
Antenne et piédestal.
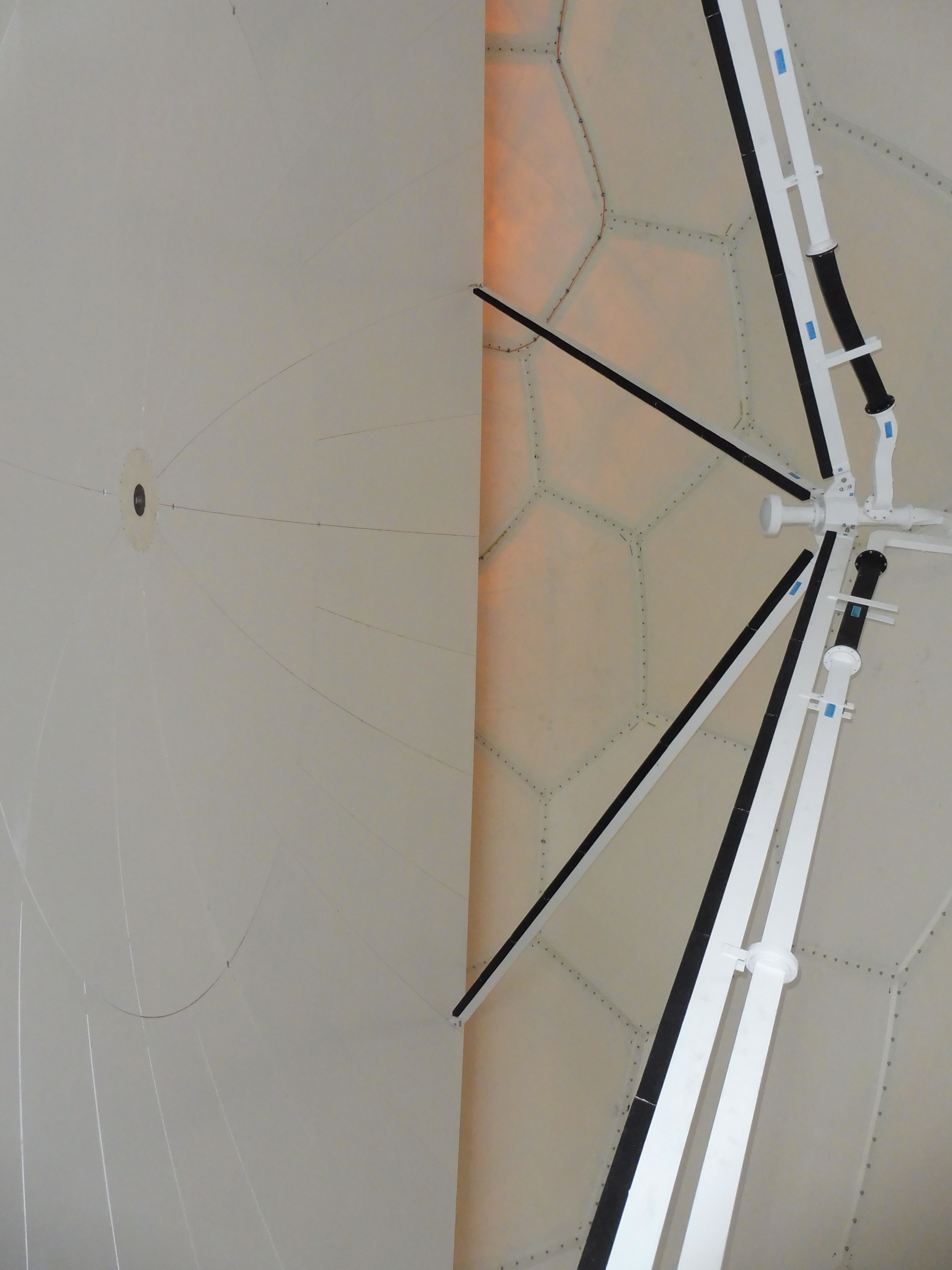
Antenne et cornet d'alimentation.

## Caractéristiques du réseau
Les données des différents radars sont acheminés par lignes terrestres ou par communications par satellites vers le centre régional du Service météorologique du Canada le plus près. Chaque centre fait parvenir les données au Centre météorologique canadien pour archivage, pour utilisation dans les modèles de prévision numérique du temps et pour des utilisateurs particuliers. Chaque centre analyse également les données des radars sur son territoire, grâce à un logiciel adapté, pour la veille du temps par les météorologistes du service. Des échanges de données se font également entre régions adjacentes.

## Stratégie de sondage

### 1999 à 2018
Parce que les radars ont une longueur d'onde de 5 cm, certains compromis doivent être faits entre la portée maximale et la vitesse maximale non ambigüe (voir Dilemme Doppler), la stratégie de sondage actuelle (2011) se divise entre deux cycles se répétant à chaque 10 minutes :
- Le Cycle conventionnel: 24 angles d'élévation sont sondés en 5 minutes ce qui donne un volume complet de réflectivités à l'intérieur de 256 km du radar. Ce cycle permet d'avoir une vue tridimensionnelle des précipitations
- Le cycle Doppler : quatre angles sont sondés en 5 minutes dont trois avec portée de 128 km et le dernier avec 256 km. Les données de vitesse, aussi bien que celles de réflectivité, sont obtenues lors de ce cycle. Les angles sont choisis pour détecter les rotations dans les bas niveaux des nuages (mésocyclones), ce qui indique la possibilité de tornades, mais également pour déduire la circulation générale des vents. Les données de vitesse servent également à éliminer différents artéfacts, tels les échos de sol, des données de réflectivités.

Seul le radar de McGill (CWMN) a un cycle différent alors qu'il collige les données de vitesse et de réflectivité sur 24 angles à toutes les 5 minutes.

### Renouvellement de 2018

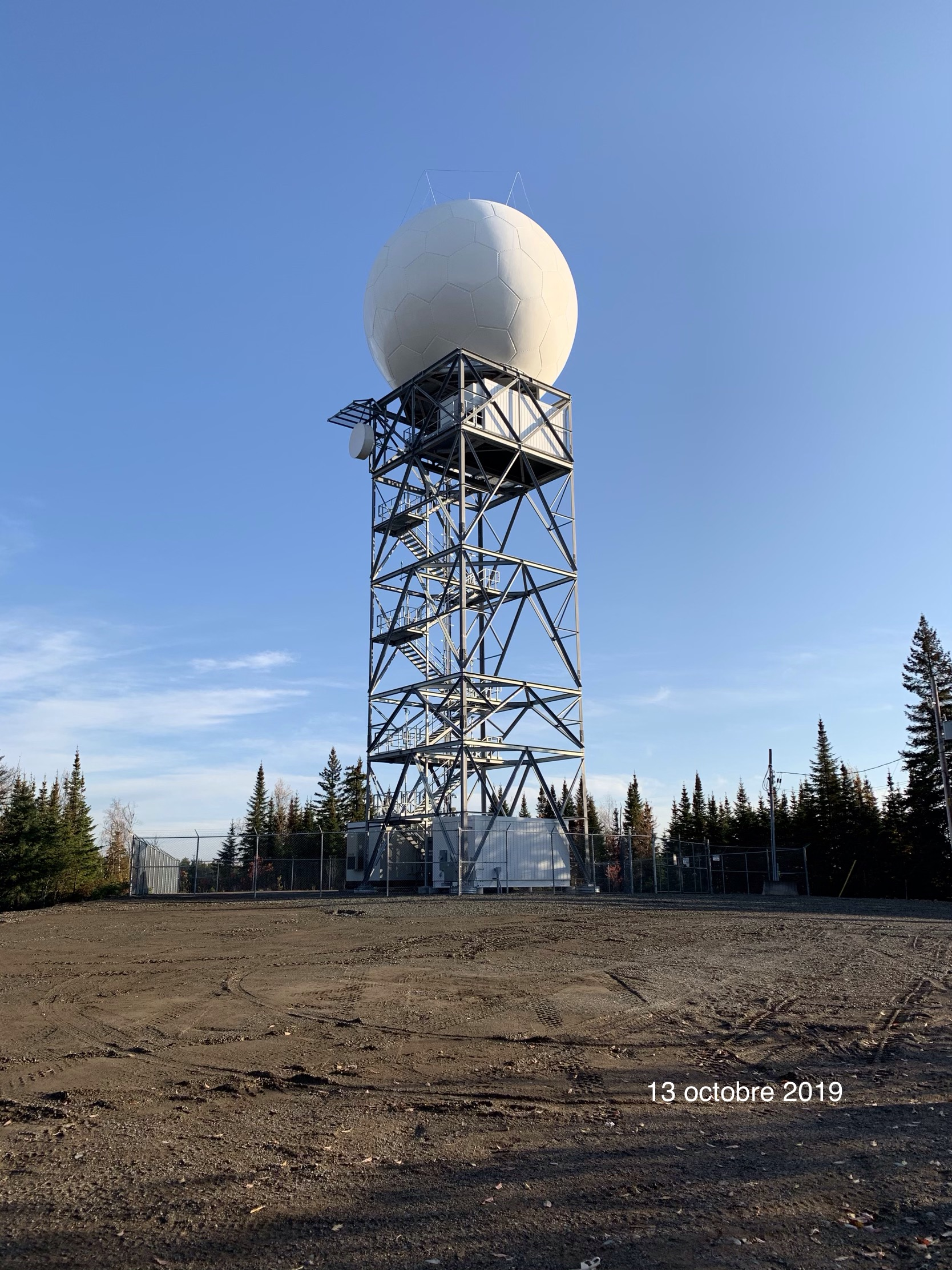
Radar METEOR 1700S de Landrienne (CASLA), Québec.

Les radars de bande S (longue d'onde de 10 cm) permettent une plus grande flexibilité. De plus, les METEOR 1700S sont à double polarisation. Le cycle d'acquisition des données est de 6 minutes sur 17 angles, tous comportant des données de réflectivité, de vitesse radiale et phase différentielle (double polarisation), :
- La polarisation double permettra aux prévisionnistes de mieux faire la distinction entre les différents types de précipitation (pluie, neige, grêle et pluie verglaçante) ainsi que des particules autres que les précipitations comme les oiseaux, les insectes, les paillettes de contremesures et les débris projetés par les tornades ;
- La portée des données de vitesse radiale sera augmentée jusqu’à 240 kilomètres pour la détection du temps violent, par rapport à la portée de 120 kilomètres des radars de bande C qu'ils remplacent, permettant un meilleur chevauchement des radars avoisinants en cas de panne et un plus grand préavis des alertes météorologiques.

À partir du 15 juin 2021, certains radars de bande S ont une modification de leur stratégie de sondage : un angle d'élévation de 0,3 degré avec une basse fréquence de répétition des impulsions (FRI) donnant une portée étendue jusqu'à 400 km en réflectivité est ajouté et un angle d'élévation moyenne est retranché dans le cycle de balayage pour améliorer la couverture radar pendant que des radars voisins sont modernisés et donc hors-circuit,.
À compter du 29 juin 2022, un projet pilote du Service météorologique permet à certains utilisateurs externes de recevoir une gamme de données radar géoréférencées brutes au lieu d'images
Juin 2023, une nouvelle stratégie de sondage a été implantée pour l’ensemble du réseau radar. Pour les six angles de balayage les plus bas, la portée de la reflectivité a été étendue et est passée de 240 km à 330 km pendant que celle de polarisation double à 300 km. La vélocité quant à elle est portée à 250 km. Un léger ajustement et une redistribution des angles d’élévation de balayage a aussi été effectuée.
En collaboration avec Innovation, Sciences et Développement économique Canada, Environnement et Changement Climatique Canada a développé des filtres permettant d’atténuer grandement les effets des interférences sur les nouveaux radar. Dans les secteurs les plus urbanisés du Canada ces interférences peuvent être importantes et nuisent à la qualité des données radars. Ces filtres développés en 2022 sont graduellement implantés sur les systèmes radars problématiques.

## Liste des radars
Le premier radar installé avec le renouvellement de 1998 fut celui de Bethune en Saskatchewan à l’automne de 1998 et le dernier, celui de Timmins en Ontario, en 2004. De la fin de 2017 à 2023, un second renouvellement du réseau voit passer tous les radars de la bande C à la bande S.
| Nom                         | Endroit/région                            | Province                | Identificateur | Bande | Type          | Coordonnées                   | Commentaires |
| --------------------------- | ----------------------------------------- | ----------------------- | -------------- | ----- | ------------- | ----------------------------- | --- |
| Aldergrove                  | Vancouver                                 | Colombie-Britannique    | CASAG          | S     | METEOR 1700S  | 49° 01′ 00″ N, 122° 29′ 13″ O | Nouveau radar METEOR 1700S entré en service le 7 septembre 2021 et remplaçant CWUJ (WSR-98E).                                                                                                |
| Bethune                     | Régina                                    | Saskatchewan            | CASBE          | S     | METEOR 1700S  | 50° 34′ 16″ N, 105° 10′ 58″ O | Radar METEOR 1700S, remplaçant CXBE (WSR-98A). Mis en service le 9 août 2019. |
| Blainville                  | Montréal                                  | Québec                  | CASBV          | S     | METEOR 1700S  | 45° 42′ 23″ N, 73° 51′ 31″ O  | Radar en bande S mis en service le 27 septembre 2018. Ce radar remplace le radar CWMN (McGill).                                                                                              |
| Britt                       | Baie Georgienne                           | Ontario                 | CASBI          | S     | METEOR 1700S  | 45° 47′ 35″ N, 80° 32′ 02″ O  | Nouveau radar METEOR 1700S entré en service le 22 novembre 2021. Remplaçant CWBI (WSR-98A).                                                                                                  |
| Carvel                      | Edmonton                                  | Alberta                 | CASCV          | S     | METEOR 1700S  | 53° 33′ 38″ N, 114° 08′ 42″ O | Nouveau radar METEOR 1700S entré en service le 26 janvier 2022. Remplaçant CWHK (WSR-98E).                                                                                                   |
| Chipman                     | Frédéricton                               | Nouveau-Brunswick       | CASCM          | S     | METEOR 1700S  | 46° 13′ 20″ N, 65° 41′ 55″ O  | Radar METEOR 1700S remplaçant CXNC (WSR-98E), devenu opérationnel le 10 octobre 2019. |
| Cold Lake                   | Saskatchewan NO / Alberta NE              | Alberta                 | CASCL          | S     | METEOR 1700 S | 54° 22′ 43″ N, 110° 03′ 41″ O | Nouveau site qui remplace Jimmy Lake (CWHN). Entré en service le 26 octobre 2021. |
| Dryden                      | Ouest de l'Ontario                        | Ontario                 | CASDR          | S     | METEOR 1700S  | 49° 51′ 30″ N, 92° 47′ 49″ O  | Radar METEOR 1700S remplaçant CXDR (WSR-98E), devenu opérationnel le 3 septembre 2020. |
| Egbert                      | Barrie                                    | Ontario                 | CASTS          | S     | METEOR 1700S  | 44° 13′ 50″ N, 79° 46′ 49″ O  | Ce radar sert à la recherche, à la formation et comme station de tests pour le matériel et les logiciels. Il est situé au Centre expérimental de recherche sur l'atmosphère (CERA) à Egbert. |
| Exeter                      | Sud-ouest de l'Ontario                    | Ontario                 | CASET          | S     | METEOR 1700S  | 43° 22′ 13″ N, 81° 23′ 03″ O  | Radar METEOR 1700S, remplaçant CWSO (WSR-98A). Mise en service le 9 août 2019. |
| Fort McMurray               | Nord-est de l'Alberta                     | Alberta                 | CASFM          | S     | METEOR 1700S  | 56° 22′ 32″ N, 111° 12′ 55″ O | Nouveau site radar entré en service le 26 septembre 2022. |
| Foxwarren                   | Saskatchawan sud-est / Manitoba sud-ouest | Manitoba                | CASFW          | S     | METEOR 1700S  | 50° 32′ 56″ N, 101° 05′ 09″ O | Radar en bande S mis en service le 27 septembre 2018. Remplace CXFW (WSR-98E) de bande C. |
| Franktown                   | Ottawa / Est de l'Ontario                 | Ontario                 | CASFT          | S     | METEOR 1700S  | 45° 02′ 28″ N, 76° 06′ 58″ O  | Nouveau radar METEOR 1700S entré en service le 3 août 2021. Remplaçant CXFT (WSR-98A). |
| Gore                        | Comté de Hants / Halifax                  | Nouvelle-Écosse         | CASGO          | S     | METEOR 1700S  | 45° 05′ 55″ N, 63° 42′ 16″ O  | Nouveau radar METEOR 1700S entré en service le 30 août 2021 et remplaçant CXGO (WSR-98A). |
| Halfmoon Peak               | Sunshine Coast et île de Vancouver        | Colombie-Britannique    | CASHP          | S     | METEOR 1700S  | 49° 31′ 34″ N, 123° 51′ 17″ O | Nouveau site radar entré en service le 21 août 2023. Ce site remplace Mt Sicker (CXSI). Dernier radar de bande S à avoir été installé dans le cadre du renouvellement du réseau 2017-2023.   |
| Holyrood                    | Est de Terre-Neuve / St-John's            | Terre-Neuve-et-Labrador | CASHR          | S     | METEOR 1700S  | 47° 19′ 35″ N, 53° 07′ 36″ O  | Radar METEOR 1700S, remplaçant CWTP (WSR-98R). Mis en service le 13 octobre 2020. |
| King City                   | Nord de Toronto                           | Ontario                 | CASKR          | S     | METEOR 1700S  | 43° 57′ 50″ N, 79° 34′ 26″ O  | Nouveau radar METEOR 1700S entré en service le 28 juin 2021. Remplaçant CWKR (WSR-98A). |
| Landrienne                  | Abitibi/Nord-ouest du Québec              | Québec                  | CASLA          | S     | METEOR 1700S  | 48° 33′ 05″ N, 77° 48′ 29″ O  | Radar METEOR 1700S, remplaçant CXLA (WSR-98R), devenu opérationnel le 31 octobre 2019. |
| Marble Mountain             | Ouest de Terre-Neuve                      | Terre-Neuve-et-Labrador | CASMM          | S     | METEOR 1700S  | 48° 55′ 49″ N, 57° 50′ 03″ O  | Radar METEOR 1700S, remplaçant CXME (WSR-98A), devenu opérationnel le 31 octobre 2022. |
| Marion Bridge               | Île du Cap-Breton                         | Nouvelle-Écosse         | CASMB          | S     | METEOR 1700S  | 45° 56′ 58″ N, 60° 12′ 21″ O  | Radar METEOR 1700S, remplaçant CXMB (WSR-98E), devenu opérationnel le 18 octobre 2019. |
| Montreal River Harbour      | Sault-Sainte-Marie                        | Ontario                 | CASMR          | S     | METEOR 1700S  | 47° 14′ 52″ N, 84° 35′ 45″ O  | Radar METEOR 1700S, remplaçant CWGJ (WSR-98E), devenu opérationnel le 29 novembre 2019. |
| Mont-Apica                  | Saguenay-Lac St-Jean                      | Québec                  | CASMA          | S     | METEOR 1700S  | 47° 58′ 40″ N, 71° 25′ 51″ O  | Nouveau site radar qui remplace Lac Castor (CWMB). Devenu opérationnel le 6 février 2023. |
| Mt. Silver Star             | Vallée de l'Okanagan                      | Colombie-Britannique    | CASSS          | S     | METEOR 1700S  | 50° 22′ 10″ N, 119° 03′ 52″ O | Radar METEOR 1700S, remplaçant CXSS (WSR-98A), devenu opérationnel le 14 décembre 2022. |
| Prince George               | Centre de la Colombie-Britannique         | Colombie-Britannique    | CASPG          | S     | METEOR 1700S  | 53° 36′ 47″ N, 122° 57′ 16″ O | Radar METEOR 1700S remplaçant CXPG (WSR-98R), devenu opérationnel le 19 décembre 2022. |
| Radisson                    | Saskatoon                                 | Saskatchewan            | CASRA          | S     | METEOR 1700S  | 52° 31′ 14″ N, 107° 26′ 34″ O | Mise en service le 7 février 2018. Remplace l'ancien radar CXRA (WSR-98E) en bande C. Premier radar bande-S du renouvellement 2017-2023 à avoir été mis en service.                          |
| Sainte-Françoise (Villeroy) | Ville de Québec et centre du Québec       | Québec                  | CASSF          | S     | METEOR 1700S  | 46° 26′ 58″ N, 71° 54′ 50″ O  | Radar METEOR 1700S, remplaçant CWVY-Villeroy au même endroit mais avec un nouveau nom mis en service le 10 novembre 2020.                                                                    |
| Schuler                     | Medicine Hat                              | Alberta                 | CASSU          | S     | METEOR 1700S  | 50° 18′ 45″ N, 110° 11′ 44″ O | Radar METEOR 1700S remplaçant CXBU (WSR-98E), devenu opérationnel le 8 septembre 2020. |
| Shuniah                     | Lac Supérieur ouest / Thunder Bay         | Ontario                 | CASSN          | S     | METEOR 1700S  | 48° 35′ 45″ N, 89° 06′ 00″ O  | Nouveau site radar qui remplace Lasseter Lake CXNI (WSR-98E), devenu opérationnel le 17 juillet 2023.                                                                                        |
| Smooth Rock Falls           | Nord-est de l’Ontario                     | Ontario                 | CASRF          | S     | METEOR 1700S  | 49° 16′ 53″ N, 81° 47′ 39″ O  | Remplace le radar CXTI (WSR-98E) de bande C (2003-2018), situé au même endroit, le 4 novembre 2018.                                                                                          |
| Spirit River                | Grande Prairie                            | Alberta                 | CASSR          | S     | METEOR 1700S  | 55° 41′ 33″ N, 119° 13′ 48″ O | Radar remplaçant le radar CWWW (WSR-98E). Devenu opérationnel le 22 février 2019. |
| Strathmore                  | Calgary                                   | Alberta                 | CASSM          | S     | METEOR 1700S  | 51° 12′ 23″ N, 113° 23′ 57″ O | Radar METEOR 1700S, remplaçant CXSM (WSR-98A), devenu opérationnel le 18 novembre 2019. |
| Val d'Irène                 | Bas-Saint-Laurent                         | Québec                  | CASVD          | S     | METEOR 1700S  | 48° 28′ 49″ N, 67° 36′ 04″ O  | Radar METEOR 1700S, remplaçant CXAM (WSR-98A). Mis en service le 2 novembre 2020. |
| Woodlands                   | Winnipeg                                  | Manitoba                | CASWL          | S     | METEOR 1700S  | 50° 09′ 14″ N, 97° 46′ 42″ O  | Radar METEOR 1700S, remplaçant CXWL (WSR-98A). Mis en service le 19 octobre 2020. |

### Anciens sites de radars météorologiques
| Nom                     | Endroit/région                    | Province             | Identificateur | Bande | Type | Coordonnées                   | Commentaires |
| ----------------------- | --------------------------------- | -------------------- | -------------- | ----- | ---- | ----------------------------- | --- |
| Lac Castor              | Parc national des Monts-Valin     | Québec               | CWMB           | C     | 98E  | 48° 34′ 33″ N, 70° 40′ 04″ O  | Radar mis qui appartenait au Ministère de la Défense nationale et qui fut exploité conjointement avec Environnement Canada. Il a été mis en service le 8 février 1999. Il a été remplacé par le nouveau radar METEOR 1700S sur le nouveau site au Mont-Apica mis en service le 6 février 2023. Le 1er juin 2023, le Service météorologique du Canada a annoncé que le radar du lac Castor a été définitivement désactivé. |
| Jimmy Lake              | Saskatchewan NO / Alberta NE      | Saskatchewan         | CWHN           | C     | 98E  | 54° 54′ 48″ N, 109° 57′ 36″ O | Radar appartenant au Ministère de la Défense nationale. Exploité conjointement avec Environnement Canada jusqu'au 20 janvier 2022. Remplacé par le radar de Cold Lake (CASCL). |
| Lasseter Lake (Nipigon) | Lac Supérieur ouest / Thunder Bay | Ontario              | CXNI           | C     | 98E  | 48° 51′ 13″ N, 89° 07′ 17″ O  | Remplacé par un nouveau radar METEOR 1700S sur un nouveau site plus près de Thunder Bay, à Shuniah, en rodage depuis le 17 juillet 2023. |
| McGill                  | Montréal                          | Québec               | CWMN           | S     |      | 45° 25′ 27″ N, 73° 56′ 14″ O  | De 1968 à 30 septembre 2018. Remplacé par le radar de Blainville. Ce site radar appartient à l'université McGill. Ne fait plus partie du réseau national de radar mais peut être utilisé pour la recherche. |
| Mt. Sicker              | Victoria                          | Colombie-Britannique | CXSI           | C     | 98A  | 48° 51′ 39″ N, 123° 45′ 24″ O | Radar hors d’usage définitif depuis l'automne 2017 à la suite d'une défaillance majeure. Site démantelé en 2018. |

| Nom                 | Endroit/région         | Province                | Identificateur | Bande | Type   | Coordonnées                   | Commentaires |
| ------------------- | ---------------------- | ----------------------- | -------------- | ----- | ------ | ----------------------------- | --- |
| Vulcan              | Calgary                | Alberta                 | CWUN           | C     |        | 50° 22′ 57″ N, 113° 22′ 06″ O | Station fermée le 12 septembre 2001. Ce radar a été modernisé et déplacé sur le site de Schuler (CXBU). Un radar 98A a été installé à Strathmore (CXSM) afin de remplacer la couverture de Vulcan.     |
| Elbow               | Saskatoon              | Saskatchewan            | CWOK           | C     |        | 51° 07′ 32″ N, 106° 34′ 57″ O | Station fermée le 31 mai 1999. Ce radar a été modernisé et déplacé sur le site de Radisson (CXRA). |
| Broadview           | Régina                 | Saskatchewan            | CWIK           | C     | WSR-81 | 50° 22′ 44″ N, 102° 40′ 52″ O | Station fermée le 31 juillet 2002. Ce radar a été modernisé et déplacé sur le site de Prince George (CXPG). Un radar 98A a été installé à Bethune (CXBE) afin de remplacer la couverture de Broadview. |
| Vivian              | Winnipeg               | Manitoba                | CWVJ           | C     | WSR-81 | 49° 53′ 08″ N, 96° 28′ 27″ O  | Station fermée le 19 mars 2001. Ce radar a été modernisé et déplacé sur le site de Foxwarren (CXFW). Un radar 98A a été installé à Woodland (CXWL) afin de remplacer la couverture de Vivian.          |
| Upsala              | Thunder Bay            | Ontario                 | CWIM           | C     |        | 49° 02′ 09″ N, 90° 27′ 41″ O  | Station fermée le 21 février 2003. Ce radar a été modernisé et déplacé sur le site de Dryden (CXDR).                                                                                                   |
| Carp                | Ottawa                 | Ontario                 | CWGV           | C     |        | 45° 19′ 22″ N, 76° 01′ 29″ O  | Station fermée le 20 juin 2000. Ce radar a été modernisé et déplacé sur le site de Landrienne (CXLA). Un radar 98A a été installé à Franktown (CXFT) afin de remplacer la couverture de Carp.          |
| Mechanic Settlement | Moncton                | Nouveau-Brunswick       | CWMK           | C     |        | 45° 41′ 38″ N, 65° 09′ 55″ O  | Station fermée le 6 octobre 2003. Ce radar a été modernisé et déplacé sur le site de Chipman (CXNC).                                                                                                   |
| Halifax             | Halifax                | Nouvelle-Écosse         | CYHZ           | C     |        | 44° 52′ 37″ N, 63° 30′ 21″ O  | Station fermée le 23 octobre 2001. Ce radar a été modernisé et déplacé sur le site de Marion Bridge (CXMB). Un radar 98A a été installé à Gore (CXGO) afin de remplacer la couverture d’Halifax.       |
| Goose Bay           | Happy Valley-Goose Bay | Terre-Neuve-et-Labrador | CWYR           | C     |        | 53° 17′ 45″ N, 60° 32′ 22″ O  | |